# ان-استیل‌گلیسین‌آمید
ان-استیل‌گلیسین‌آمید (به انگلیسی: N-Acetylglycinamide) با فرمول شیمیایی C۴H۸N۲O۲ یک ترکیب شیمیایی با شناسه پاب‌کم ۲۸۳۲۶ است. که جرم مولی آن ۱۱۶٫۱۱۹ g/mol می‌باشد. 